# Dasan-dong, Seoul
Dasan-dong (koreanska: 다산동)  är en stadsdel i stadsdistriktet Jung-gu i Sydkoreas huvudstad Seoul. Stadsdelen fick sitt nuvarande namn 20 juli 2013. Dessförinnan hette den Sindang 2-dong.